# Новоукраинское (Донецкая область)
Новоукраинское (укр. Новоукраїнське) — село на Украине, находится в Амвросиевском районе Донецкой области, у границы с Россией. Находится под контролем самопровозглашённой Донецкой Народной Республики.

## Население
Население по переписи 2001 года составляло 16 человек.

## Общая информация
Код КОАТУУ — 1420680409. Почтовый индекс — 87342. Телефонный код — 6259.

## Адрес местного совета
87342, Донецкая область, Амвросиевский район, с. Алексеевское, ул.Ленина, 39-3-17